# Bouygues Télécom

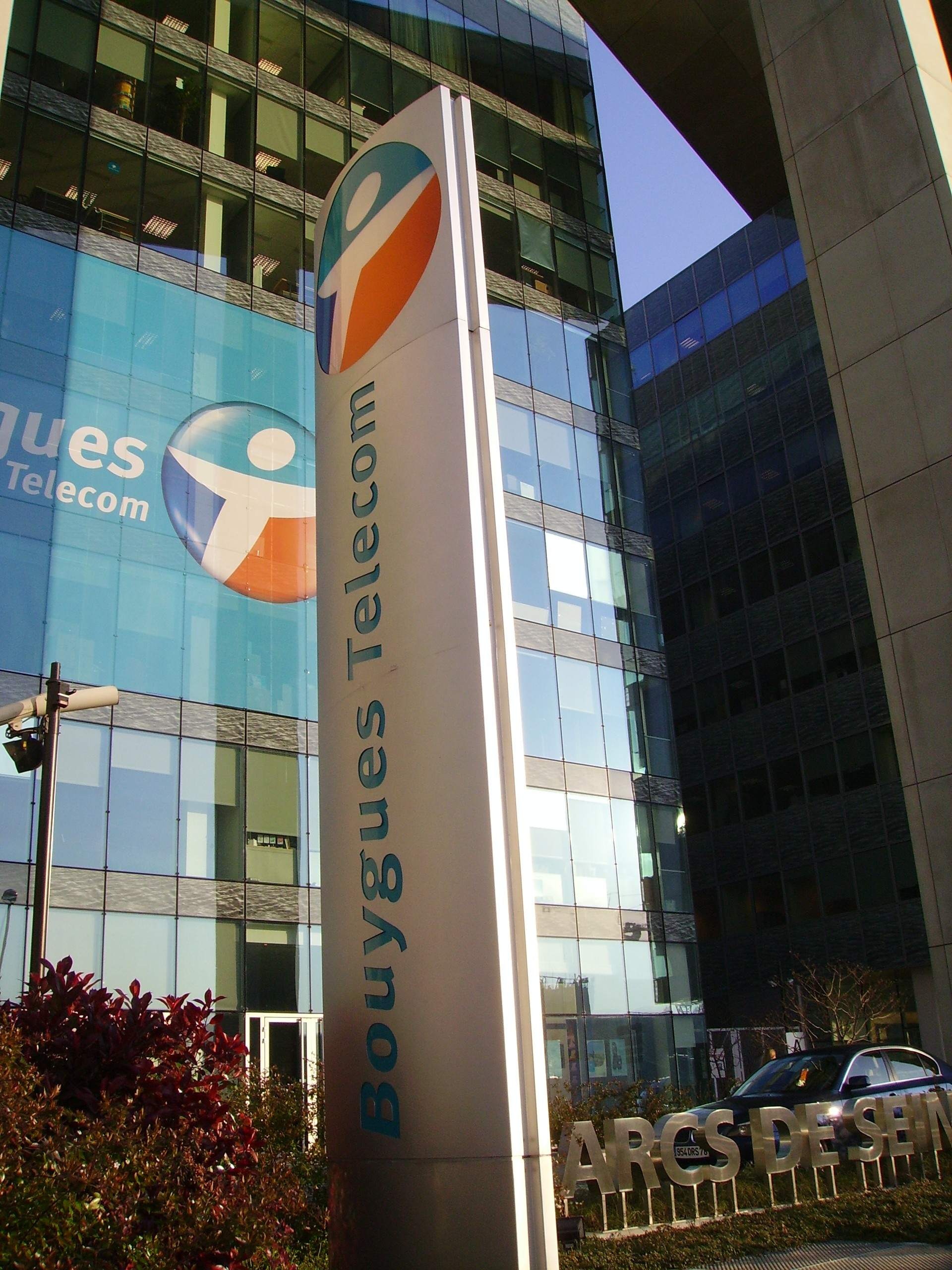
Gebouw van Bouygues in Boulogne-Billancourt

Bouygues Télécom is een Frans bedrijf dat deel uitmaakt van de Bouyguesgroep, waarvan het de telecommunicatie-activiteiten bundelt. Bouygues Télécom is onder andere actief op de markt van de mobiele telefonie met een eigen gsm-netwerk in Frankrijk. 
Het bedrijf heeft 13 miljoen vaste gsm-klanten en behaalde in 2013 een omzet van meer dan 4,7 miljard euro. Er werkten circa 9000 personen in dat jaar. 
Het bedrijf, dat zijn hoofdvestiging in de regio Vendée heeft, is sinds 2005 sponsor van een wielerploeg. Daarnaast sponsort Bouygues Télécom ook de zeilsport, het voetbal, bergsporten en golf.